# Jesuit Forum for Social Faith and Justice
Jesuit Forum for Social Faith and Justice (Forum dei gesuiti per la fede sociale e la giustizia) è un centro per la giustizia sociale situato a Toronto, Ontario, Canada. È un luogo in cui persone e gruppi si incontrano per il discorso e l'impegno nella giustizia sociale. È stata fondata dalla Compagnia di Gesù nel 1979. Ha lavorato con Jamie Swift nella ricerca e pubblicazione sull'analisi sociale in Canada. Si trova nel Loretto College, parte del St. Michael's College dell'Università di Toronto.

## Storia
È stato creato nel 1979 da p. Michael Czerny, SJ e p. Jim Webb, SJ, per promuovere metodologie per l'analisi della giustizia sociale. Era composto da quattro sezioni che si occupavano di questioni relative all'America Latina, al Servizio dei Gesuiti per i Rifugiati, all'ecologia presso il Centro dei Gesuiti di Ignazio e in Canada. Nel 1988, Jamie Swift, con p. Michael Czerny, SJ, ha scritto Come iniziare l'analisi sociale in Canada. Nel 2003 era stata stampata una quarta edizione del libro. Nel 1986, il centro ha avviato The Moment Project. Era un gruppo di oltre cento attivisti della comunità di tutto il Canada che si sono incontrati per discutere metodologie per l'analisi sociale e politica. Nel 1989, hanno pubblicato Naming the Moment: Political Analysis for Action, A Manual for Community Groupo. Tutto esaurito ed è stato ristampato nel 1991.
Nel 1996, ha cessato la maggior parte delle sue operazioni, a causa della mancanza di finanziamenti. Alcuni lavori sono proseguiti, ma solo in tre aree: Servizio dei Gesuiti per i Rifugiati, progetti ecologici presso il Centro dei Gesuiti di Ignazio e insegnamento sociale cattolico. Nel 1997, il Centro per la giustizia sociale è stato creato separatamente per portare avanti il lavoro del Centro gesuita. Nel 2001, l'organizzazione è tornata, con il nuovo nome di gesuita Forum per la fede e la giustizia sociale.